# Sillago ciliata
Sillago ciliata é uma espécie comum de peixe marinho costeiro da família Sillaginidae. É um peixe esguio e ligeiramente comprimido, muito semelhante a outras espécies do gênero Sillago [en], exigindo contagens detalhadas de espinhos, raios e linha lateral de escamas para diferenciá-lo de sua espécie mais próxima, Sillago analis [en]. Sillago ciliata distribui-se pela costa leste da Austrália, desde a península do Cabo York ao sul até Tasmânia, além da Ilha de Lord Howe e da Nova Caledônia no Oceano Pacífico.
Sillago ciliata habita frequentemente substratos arenosos rasos em baías, estuários e zonas de arrebentação, onde se alimenta de vermes poliquetas, pequenos crustáceos e moluscos bivalves. A reprodução varia ao longo de sua distribuição, geralmente com desova duas vezes entre setembro e abril. Os peixes jovens ocupam planícies arenosas rasas, tanto ao longo da costa quanto nas partes superiores dos estuários.
Descrita pela primeira vez em 1829, a espécie é muito apreciada na culinária e é amplamente procurada por pescadores desportivos e comerciais em Nova Gales do Sul e Queensland. A pesca de Sillago ciliata é mais produtiva no sul de Queensland e norte de Nova Gales do Sul, onde a espécie é mais abundante, frequentemente capturada junto a outras espécies de mesma família em estuários e praias. Devido à sua importância comercial, extensas pesquisas foram realizadas, especialmente estudos de viabilidade sobre o uso de Sillago ciliata na aquacultura.

## Taxonomia e nomenclatura
Sillago ciliata é uma das mais de 30 espécies do gênero Sillago [en], que pertence à família Sillaginidae. Anteriormente, Sillaginidae era considerada parte de Percoidea, uma subordem dos Perciformes. A 5ª edição de Fishes of the World classifica Sillaginidae na ordem Spariformes.
A espécie foi identificada e nomeada pelo naturalista francês Georges Cuvier em 1829, com base em um espécime listado como coletado nos "mares do sul", provavelmente na costa da Tasmânia, Austrália. Quatro sinônimos foram aplicados à espécie: Castelnau usou S. insularis e S. terra-reginae, Thiollière usou S. diadoi e Whitley usou S. ciliata diadoi. Todos esses nomes são inválidos segundo as regras de nomenclatura do ICZN, que determina que o primeiro nome válido deve ser usado. Muitos desses sinônimos surgiram devido à confusão com a espécie muito semelhante S. analis. Sillago ciliata também foi erroneamente identificada como S. gracilis, um sinônimo de S. maculata [en], e como S. bassensis [en].
O nome comum em inglês, sand whiting, reflete sua preferência por substratos arenosos, em contraste com outras espécies do gênero Sillago que preferem substratos lamacentos, siltosos ou com ervas-marinhas. Outros nomes em inglês incluem blue-nose whiting devido à coloração azulada do focinho em peixes maiores e summer whiting, frequentemente usado para S. analis. Esses nomes são aplicados porque a espécie migra de águas mais profundas para praias e estuários rasos no verão, tornando-se alvo de pescadores desportivos.

## Descrição
Sillago ciliata possui um perfil muito semelhante a outras espécies do gênero Sillago, com corpo alongado, ligeiramente comprimido e afilado em direção à boca terminal. A nadadeira dorsal é dividida em duas partes: a primeira composta por espinhos frágeis e a segunda por raios moles precedidos por um único espinho frágil, enquanto o perfil ventral é reto. A espécie pode atingir até 51 cm de comprimento e cerca de 1,25 kg de peso.
A anatomia das nadadeiras é crucial para identificação, com 11 espinhos na primeira nadadeira dorsal, 1 espinho e 16 a 18 raios moles na segunda dorsal. A nadadeira anal tem 2 espinhos e 15 a 17 raios moles posteriores aos espinhos. As escamas da linha lateral e as escamas da bochecha são distintas, com 60 a 69 escamas na linha lateral e escamas na bochecha dispostas em 3-4 fileiras. O número de vértebras, entre 32 e 34, também é diagnóstico. A bexiga natatória possui túbulos rudimentares projetando-se anteriormente e uma série lateral que diminui de tamanho e torna-se serrilhada posteriormente. A extensão posterior é uma projeção única e afilada que se estende até a região caudal. Um processo em forma de duto se estende da superfície ventral até a abertura urogenital. A morfologia da bexiga natatória não diferencia S. ciliata de S. analis, pois são quase idênticas.
O corpo é marrom-claro ou prateado, tornando-se branco na parte inferior, com reflexos verdes, malva e rosados quando recém-retirado da água. Alguns espécimes apresentam uma faixa lateral prata-amarelada indistinta. A nadadeira dorsal espinhosa é verde-oliva com manchas escuras sutis, a segunda dorsal é verde-oliva pálida com fileiras de manchas marrons escuras a pretas. As nadadeiras anal e ventral são amarelo-pálidas, as peitorais variam de amarelo-pálido a marrom-pálido com uma mancha azul-escura bem definida na base. A nadadeira caudal é amarela a verde-oliva com margens escuras. Filhotes com menos de 90 mm podem apresentar manchas escuras ao longo dos flancos e dorso.

## Distribuição e habitat
Sillago ciliata distribui-se pela costa leste da Austrália, da península do Cabo York, Queensland, ao sul, ao longo da costa e da Grande Barreira de Coral até o leste de Victoria e a costa leste da Tasmânia até Southport [en]. Também está presente em ilhas como Ilha de Lord Howe, Nova Caledônia e Woodlark, na Papua-Nova Guiné. É mais abundante no sul de Queensland e Nova Gales do Sul, onde estudos indicam sua presença em todos os estuários amostrados, enquanto no norte de Queensland sua distribuição é irregular.
Espécie costeira, habita áreas expostas como praias, banco de areias e zonas de arrebentação, além de baías, estuários e lagos costeiros mais calmos. Entra em estuários, incluindo os intermitentemente abertos, e penetra até os limites de maré de rios e riachos, onde filhotes e adolescentes podem ser abundantes. Adultos se concentram nas bocas dos estuários, em profundidades de até 5 m, onde podem representar grande parte da ictiofauna. Ocorre quase exclusivamente sobre substratos arenosos, com presença ocasional em bancos de Zostera. Indivíduos são ocasionalmente capturados em águas longe da costa a 40 m durante o inverno.

## Biologia
Sillago ciliata é uma espécie que vive em cardumes, cujos movimentos estão associados a uma variedade de fatores, incluindo presas, padrões lunares e movimentos de desova; embora pareça haver pouca consistência em seus movimentos em relação a esses fatores. Estudos sobre a espécie ao longo de um ano mostraram que ela não altera sua distribuição local ao longo do dia, geralmente apresentando a mesma abundância durante a noite e o dia. A abundância sazonal devido à desova varia, com estudos em Moreton Bay, Queensland, indicando forte recrutamento em águas rasas durante o inverno, enquanto no estuário do rio Noosa não houve diferenças sazonais no recrutamento. Como outros membros de sua família, a espécie pode "entrar" na areia e permanecer escondida até que um predador ou rede de arrasto passe.

### Dieta
A forma distinta do corpo e a posição da boca de Sillago ciliata são adaptações para alimentação bentônica, o principal método de alimentação dos peixes desta família. Peixes maiores usam suas mandíbulas protraídas e bocas tubulares para sugar presas de dentro, sobre ou acima do substrato, e usam o nariz como um "arado" para cavar o substrato. Evidências sugerem que a espécie não depende de sinais visuais para alimentação, utilizando vibrações emitidas pelas presas.
S. ciliata é um carnívoro bico que se alimenta principalmente de poliquetas e de vários crustáceos. A dieta varia com o tamanho e a idade, com três classes de tamanho distintas identificadas em um estudo em Botany Bay, Nova Gales do Sul. Peixes de 0 a 10 cm consomem grandes quantidades de anfípodes e poucos vermes poliquetas, enquanto os de 11 a 20 cm ingerem principalmente poliquetas da família Nereididae e poucos anfípodes. Peixes maiores que 21 cm consomem grandes quantidades de moluscos bivalves e camarões do gênero Callianassa [en].

### Reprodução
O período de desova varia ao longo da área de distribuição da espécie. Em Nova Gales do Sul, a desova ocorre de dezembro a abril, enquanto no sul de Queensland acontece de setembro a fevereiro. A desova ocorre duas vezes ao ano, evidenciada por duas classes de tamanho de ovos nos ovários e por dois picos de recrutamento anual de peixes jovens em seus habitats. A desova ocorre nas bocas dos estuários ou em zonas de arrebentação, com larvas em águas totalmente marinhas. Filhotes atingem 16,5 cm após o primeiro ano, 26,7 cm após o segundo e 30,5 cm após o terceiro. Após o início da temporada de desova, jovens de 10 mm ou mais nadam ativamente em pequenos grupos de 10 a 20 em planícies arenosas e praias, movendo-se com a maré em águas rasas de até 1 m. Diferentemente de outros membros de sua família, os filhotes preferem substratos arenosos desprotegidos, enquanto outras espécies usam ervas-marinhas e manguezais como proteção. Conforme crescem, mantêm-se mais distantes da costa.

## Relação com humanos
Sillago ciliata é um peixe muito valorizado na culinária, frequentemente equiparável ao Sillaginodes punctatus [en], sendo alvo comum de pescarias comerciais e desportivas. A carne é branca, tenra e com baixo teor de óleo, facilitando a digestão. Investigações sobre a aquacultura começaram na década de 1980, levando ao desenvolvimento de cultivos da espécie.

### Pesca comercial
Embora presente até Victoria e Tasmânia, Sillago ciliata não é abundante o suficiente nessas regiões para compor uma parte significativa das pescarias, onde outras espécies como Sillago bassensis e Sillago robusta [en] dominam. Em Nova Gales do Sul e Queensland, é uma das espécies mais capturadas, especialmente no sul de Queensland. Frequentemente, não é diferenciada de Sillago analis ou de Sillago maculata, o que afeta as estatísticas de pesca. Em 2007, 238 t de peixes da família Sillaginidae foram capturados em Queensland, uma redução em relação aos quatro anos anteriores. Em Nova Gales do Sul, é capturada principalmente em estuários. Pesquisas indicam uma média de 1 a 2 toneladas por ano por estuário, com aumento nas décadas de 1970 e 1980.
A espécie é capturada por métodos como redes, com redes de cerco sendo as mais comuns. Redes de anel, redes de arrasto e cercas são usadas ocasionalmente, geralmente para amostragem populacional em pesquisa. Pesquisas avaliaram diferentes tamanhos de malha para evitar a mortalidade de filhotes. Estudos também mostram que peixes descartados após captura têm menor sobrevivência devido à perda de escamas, um problema significativo, pois muitos filhotes são capturados e liberados com danos. Essas pesquisas levaram a propostas e mudanças nas regulamentações sobre o uso de redes.
No mercado, Sillago ciliata é um peixe de preço médio, vendido fresco ou congelado, inteiro ou em filé. Em abundância, tem preço moderado, com filés ligeiramente mais caros. A taxa de recuperação de filé é de cerca de 40%. Pode ser usado como sashimi.

### Pesca desportiva
Sillago ciliata é muito procurada por pescadores devido à sua qualidade como alimento e acessibilidade, com grandes capturas possíveis a partir de praias próximas. Em algumas áreas, as capturas desportivas superam as comerciais, com Queensland registrando mais que o dobro de peixes capturados por pescadores amadores em 2007.
A espécie é capturada em seu habitat, com planícies de areia, canais de maré em estuários e praias de arrebentação produzindo boas capturas. Águas muito rasas, especialmente próximas a bancos de Zostera, podem ter muitos peixes abaixo do tamanho mínimo, devendo ser evitadas. Devido ao habitat preferido, usam-se linhas de pesca leves com peso mínimo para não assustar os peixes, geralmente com uma chumbada pequena acima de um anzol de tamanho 4 ou 6. Pescadores especializados frequentemente utilizam tubos ou contas vermelhas para atrair os peixes, embora a eficácia disso não seja comprovada; evidências anedóticas sugerem que não prejudica as capturas. Iscas imitam as presas naturais, como camarões, caranguejos, bivalves e poliquetas, com melhores resultados usando iscas vivas.
Em Nova Gales do Sul, o tamanho mínimo legal para captura é de 27 cm, com um limite diário de 20 peixes por pescador, enquanto em Queensland o tamanho mínimo é de 23 cm, com um limite combinado de 30 peixes para todas as espécies de mesma família.
Sillago ciliata é usada como isca viva para espécies maiores, mas os pescadores devem respeitar o tamanho mínimo.

### Aquacultura
O potencial de aquacultura de Sillago ciliata foi investigado a partir do final dos anos 1980, com relatórios detalhando sucessos e problemas. Um estudo de 1988 mostrou que a espécie era mais viável para cultivo do que outros peixes de mesma família, mas a taxa de mortalidade superior a 50% era inaceitável economicamente. Problemas como dermatite ulcerativa e falha na inflação da bexiga natatória foram documentados, mas muitos foram superados. Algumas instalações produzem cerca de 2.000 larvas com 95% de sobrevivência. Esses alevinos são usados para repovoar estuários esgotados ou para cultivos comerciais.